# Église catholique au Canada
L'Église catholique au Canada est une partie intégrante de l'Église catholique universelle sous l'autorité spirituelle du pape et de la Conférence des évêques catholiques du Canada. Elle comprend tous les baptisés de l'Église catholique vivant au Canada qui sont en communion avec le pape. L'Église catholique est la plus grande confession religieuse au Canada, comprenant 12 millions de Canadiens lors du recensement du Canada de 2011,, ce qui correspond à environ 58 % de tous les Chrétiens du pays. L'archevêque de Québec est d'office le primat de l'Église catholique du Canada. La grande majorité de l'Église catholique au Canada est de l'Église latine, mais des Églises catholiques orientales sont également présentes.
Saint Joseph est le saint patron du Canada,.

## Histoire

### Régime français

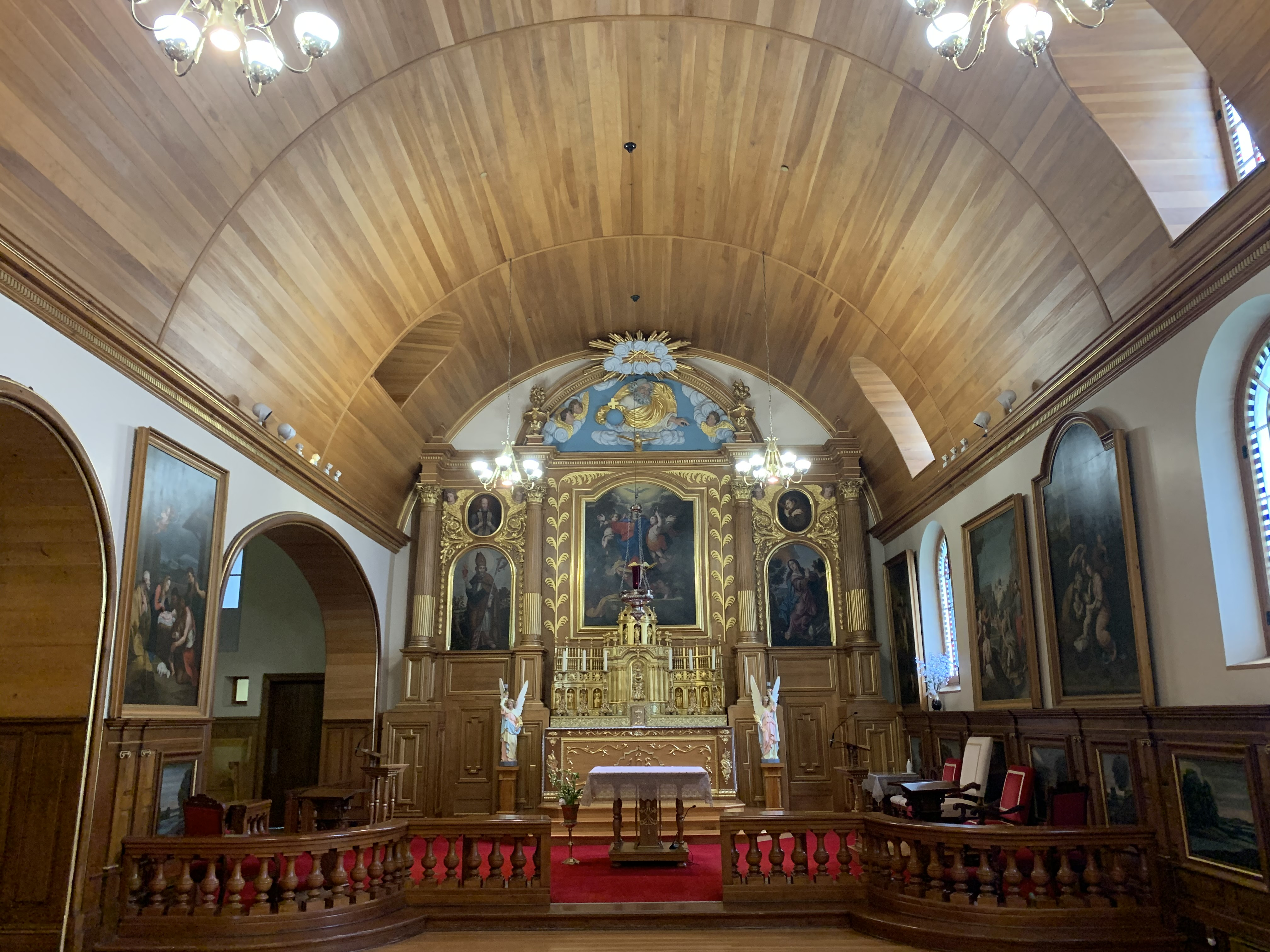
Retable de l'église Notre-Dame-des-Anges. Ce lieu de culte paroissial est considéré comme le bâtiment de culte chrétien le plus ancien au Canada. En effet, l'église est bâtie par les Récollets avant d'être cédé aux Augustines de l'Hôpital Général. Certaines parties de sa charpente datent de 1618, le mortier des fondations date de 1621 et les murs du bâtiment datent de 1671.

L'histoire du catholicisme au Canada commença avec la première messe qui fut célébrée le 7 juillet 1534 sur la péninsule gaspésienne dans ce qui est aujourd'hui le Québec. Il s'agissait d'un prêtre français célébrant la messe pour l'équipage de Jacques Cartier. La colonisation de la Nouvelle-France commença en 1608 avec la fondation de la première colonie par Samuel de Champlain : Québec. Elle continua avec la fondation de Ville-Marie, aujourd'hui Montréal, par Paul de Chomedey, sieur de Maisonneuve en 1642. Les congrégations catholiques étaient très présentes au sein de ces colonies. En effet, les Franciscains récollets, les Jésuites, les Ursulines, les Augustines de la Miséricorde de Jésus, les Pères de Saint-Sulpice et les Hospitalières de Saint-Joseph ont envoyé des membres de leur communauté en Nouvelle-France afin de fonder des écoles, des hôpitaux et des séminaires. Deux ordres religieux canadiens importants furent fondés : les sœurs de la Congrégation de Notre-Dame par sainte Marguerite Bourgeoys en 1658 et les Sœurs de la charité de Montréal (Sœurs grises) par sainte Marguerite d’Youville en 1737.
En plus de leurs rôles au sein des colonies, les communautés religieuses catholiques, notamment les Jésuites, envoyèrent également des missionnaires dans le but d'évangéliser les Amérindiens. Le premier chef amérindien à se faire baptiser fut le grand chef micmac Henri Membertou en 1610. Entre 1642 et 1649, dans le cadre des missions jésuites en Nouvelle-France, six missionnaires jésuites ainsi que deux laïcs furent tués et devinrent des martyrs connus collectivement en tant que les saints Martyrs canadiens. Parmi les premières missions catholiques, celle de Jean-Baptiste Thibault en Alberta au lac Ste. Anne (en).
En 1658, le vicariat apostolique pour le Canada fut créé et saint François de Montmorency-Laval en devint le premier vicaire. Ce vicariat apostolique couvrait la majorité du Canada actuel et une grande partie des États-Unis. Dès cette époque, deux ordres religieux canadiens importants furent créés : la Congrégation de Notre-Dame fondée par sainte Marguerite Bourgeoys en 1658 et les Sœurs grises par sainte Marguerite d'Youville en 1737. Le vicariat apostolique fut élevé au rang de diocèse en 1674 et devint le diocèse de Québec. François de Montmorency-Laval en fut le premier évêque.

### Régime britannique

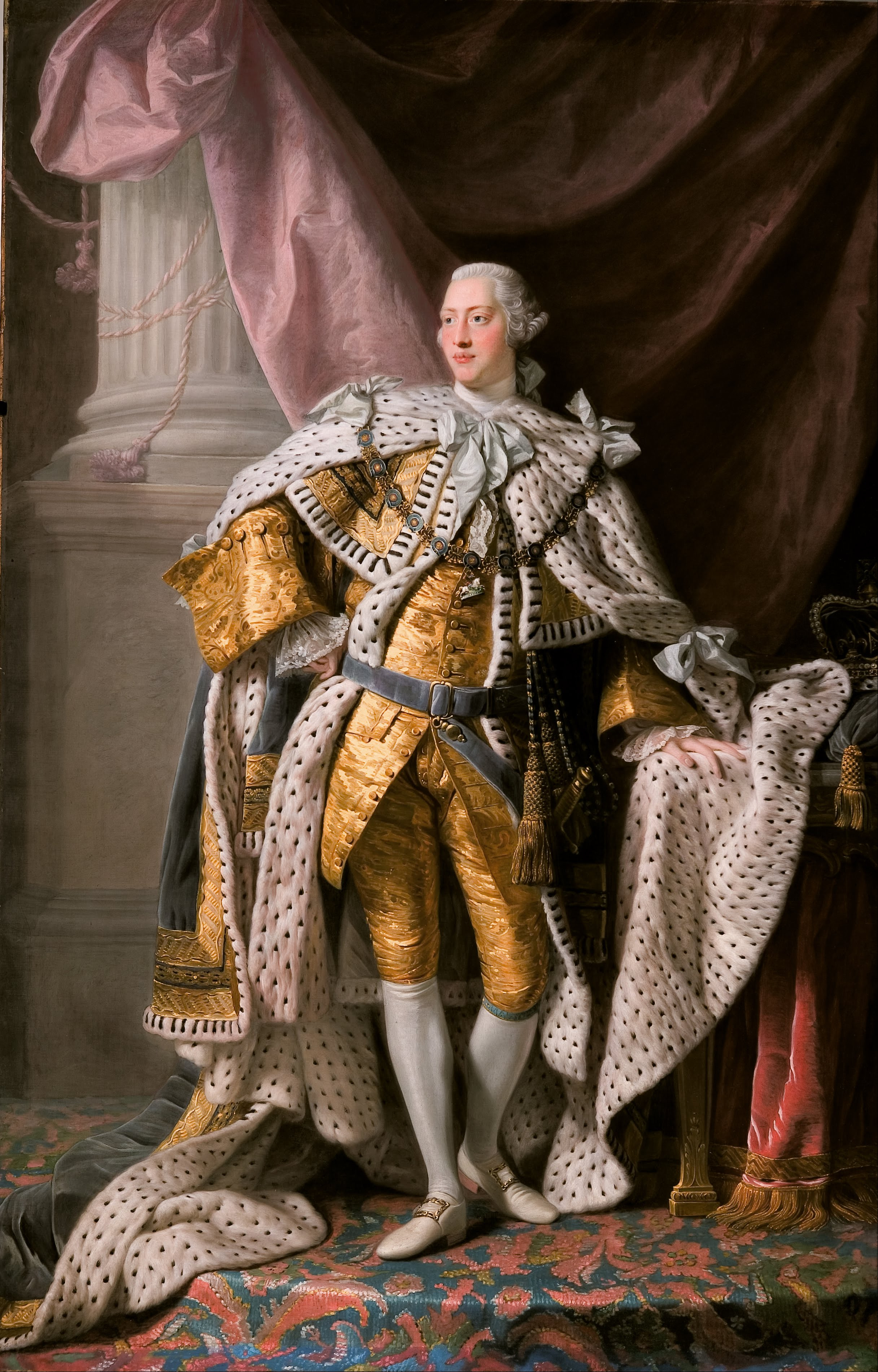
George III a établi une légitimité pour le catholicisme au Canada.

À la suite de la conquête des Britanniques de 1759, la Nouvelle-France devint une colonie britannique. Néanmoins, l'Église catholique a continué de croître au Canada grâce aux souplesses imposées au régime britannique du Canada par les souverains du Royaume-Uni qui se prononcèrent toujours en faveur d’une protection du catholicisme et du français au Canada,. Cette perspective historique influence encore la société canadienne de nos jours,.

### Histoire contemporaine
La Constitution et la loi garantissent la liberté de conscience et de religion, de pensée, de croyance, d’opinion, d’expression, ainsi que le droit à la même protection et au même bénéfice de la loi, sans discrimination fondée sur la religion. Les lois fédérales et provinciales interdisent la discrimination fondée sur la religion et prévoient des recours en cas de plainte,.

### Déclin
Il semble que, au Canada, l'Église catholique soit en déclin ce qui entraîne des fermetures d'églises de plus en plus fréquentes dans la plupart des provinces et territoires du pays. De plus l'appartenance au catholicisme (tout comme au christianisme) au Canada est aussi en déclin. En marge de ce phénomènes s’établissent de nouvelles communautés religieuses  en rapport avec les nouveaux arrivants au Canada,,.

## Population

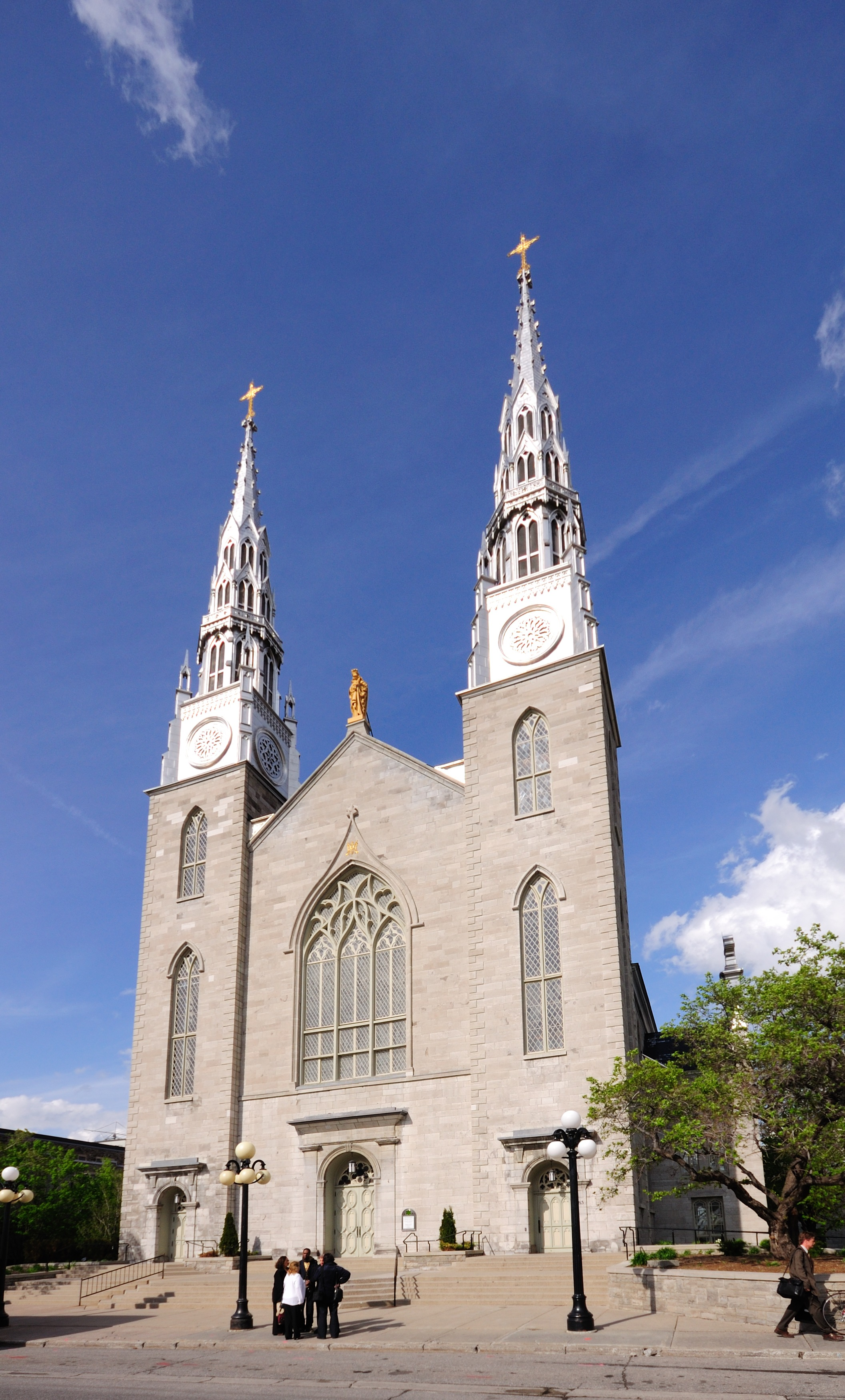
Basilique-cathédrale Notre-Dame d'Ottawa.

| Province ou territoire    | Population catholique | Population catholique | Différence population entre 2001 et 2011 | Pourcentage de la population totale | Pourcentage de la population totale | Différence % de population entre 2001 et 2011 |
| Province ou territoire    | 2001                  | 2011                  | Différence population entre 2001 et 2011 | 2001                                | 2011                                | Différence % de population entre 2001 et 2011 |
| ------------------------- | --------------------- | --------------------- | ---------------------------------------- | ----------------------------------- | ----------------------------------- | --------------------------------------------- |
| Québec                    | 5 939 715             | 5 766 750             | -2,9 %                                   | 83,4 %                              | 74,5 %                              | -8,9 %                                        |
| Ontario                   | 3 911 760             | 3 948 975             | +1,0 %                                   | 34,7 %                              | 31,2 %                              | -3,5 %                                        |
| Alberta                   | 786 360               | 850 355               | +8,1 %                                   | 26,7 %                              | 23,8 %                              | -2,9 %                                        |
| Colombie-Britannique      | 675 320               | 679 310               | +0,6 %                                   | 17,5 %                              | 15,0 %                              | -2,5 %                                        |
| Nouveau-Brunswick         | 386 050               | 366 000               | -5,2 %                                   | 53,6 %                              | 49,7 %                              | -3,9 %                                        |
| Nouvelle-Écosse           | 328 700               | 297 655               | -9,4 %                                   | 36,6 %                              | 32,8 %                              | -3,8 %                                        |
| Manitoba                  | 323 690               | 294 495               | -9,0 %                                   | 29,3 %                              | 25,0 %                              | -4,3 %                                        |
| Saskatchewan              | 305 390               | 287 190               | -6,0 %                                   | 31,7 %                              | 28,5 %                              | -3,2 %                                        |
| Terre-Neuve-et-Labrador   | 187 440               | 181 550               | -3,1 %                                   | 36,9 %                              | 35,8 %                              | -1,1 %                                        |
| Île-du-Prince-Édouard     | 63 265                | 58 880                | -6,9 %                                   | 47,4 %                              | 42,9 %                              | -4,5 %                                        |
| Territoires du Nord-Ouest | 16 990                | 15 755                | -7,2 %                                   | 45,8 %                              | 38,7 %                              | -7,1 %                                        |
| Nunavut                   | 6 215                 | 7 580                 | +22,0 %                                  | 23,3 %                              | 23,9 %                              | +0,6 %                                        |
| Yukon                     | 6 015                 | 6 095                 | +1,3 %                                   | 21,1 %                              | 18,3 %                              | -4,9 %                                        |

### Population autochtone
Les Autochtones forment environ 3,8 % de la population totale du Canada. Environ 25 % de ceux-ci sont catholiques.

## Organisation et administration

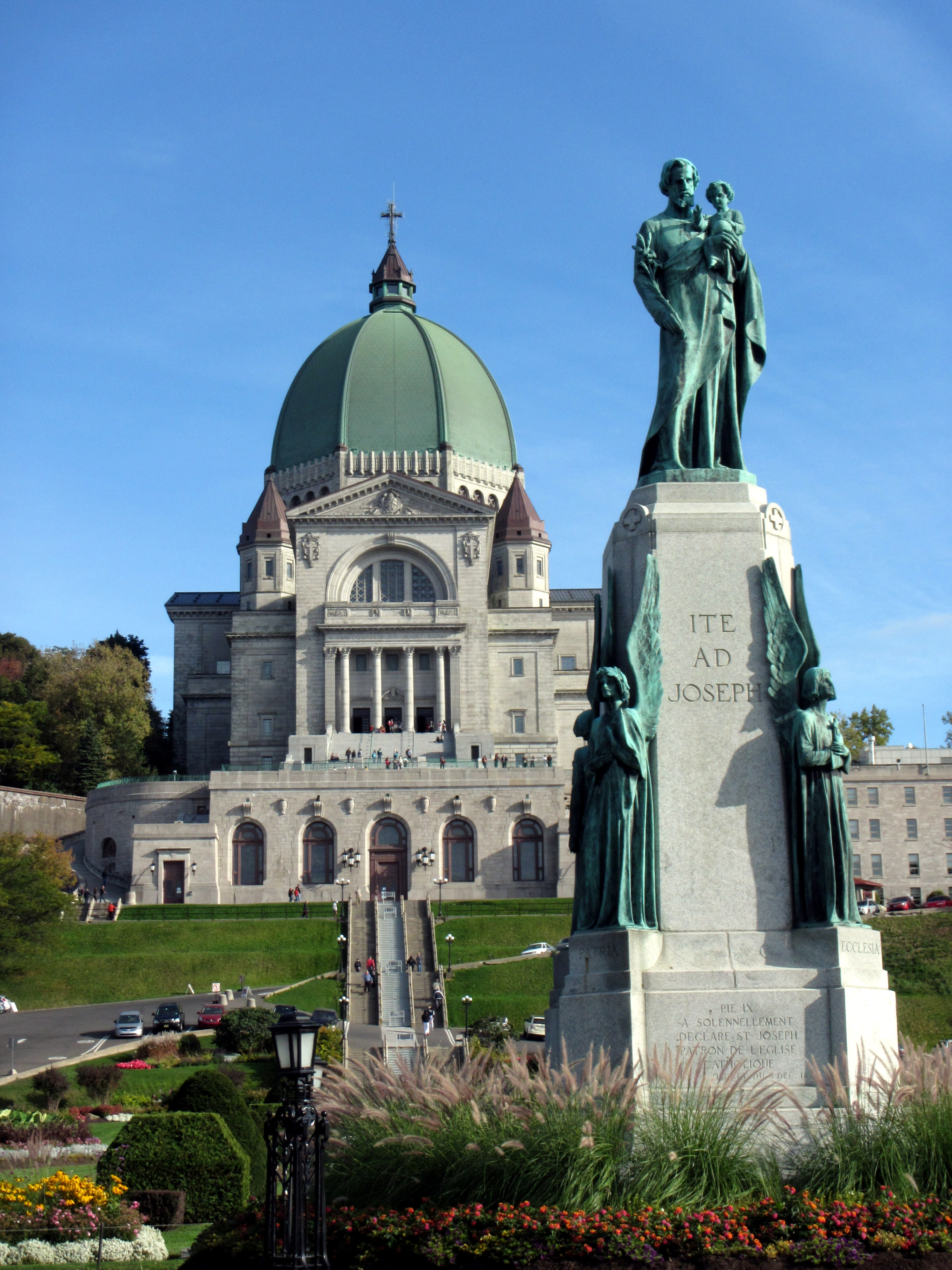
L'oratoire Saint-Joseph du Mont-Royal est l'une des plus grandes églises catholiques au Canada. Il s'agit également du troisième plus grand oratoire au monde.

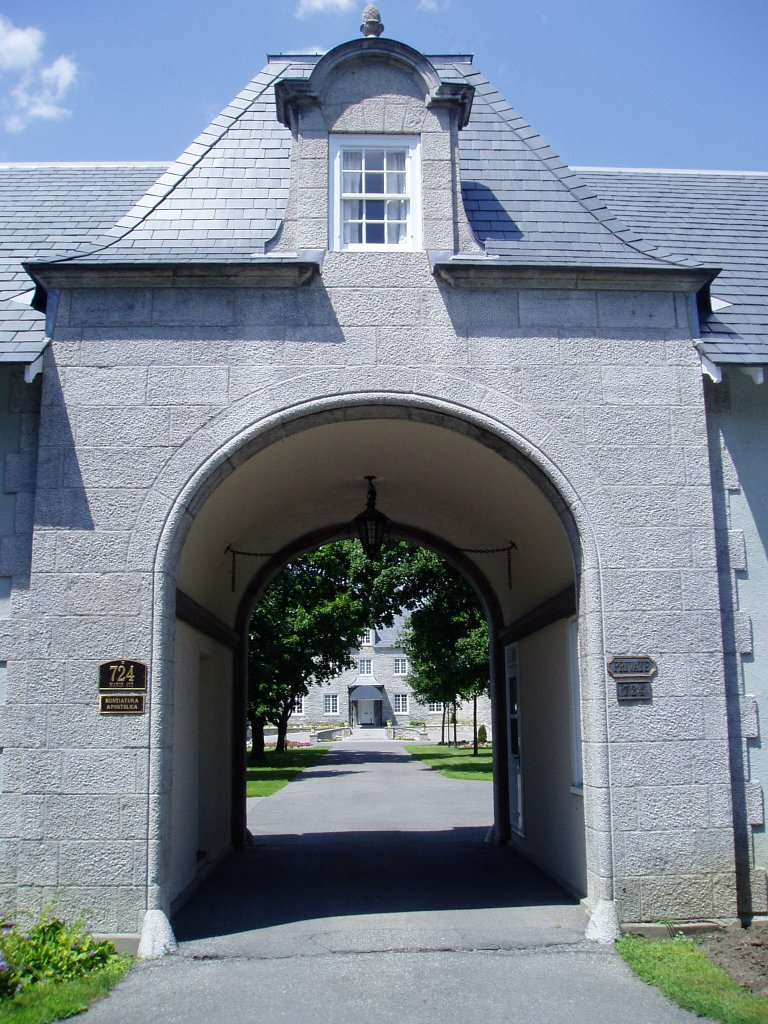
Le Pape, au Canada, est représenté par la nonciature apostolique au Canada.

L'ensemble de l'Église catholique au Canada est placée sous le primat, du Canada qui correspond à l'archevêque de Québec. Le pape est représenté au Canada par la nonciature apostolique au Canada à Ottawa. En plus de l'Église latine, qui forme la majorité de l'Église catholique universelle, le Canada comprend différentes Églises catholiques orientales issues de la diaspora de leurs pays d'origine.
L'Église latine compose la grande majorité de l'Église catholique au Canada. Elle est divisée en 18 provinces ecclésiastiques. Ces dernières sont composées d'un archidiocèse métropolitain et de diocèses suffragants, à l'exception de l'archidiocèse de Saint-Boniface qui n'a aucun diocèse suffragant. De plus, l'archidiocèse de Winnipeg ne fait partie d'aucune province ecclésiastique et dépend directement du Saint-Siège. De son côté, l'ordinariat militaire du Canada est un diocèse canadien non territorial desservant les membres des Forces armées canadiennes. L'Église latine au Canada comprend également des paroisses de l'Ordinariat personnel de la chaire de Saint-Pierre qui sont d'anciennes paroisses anglicanes qui sont entrées en pleine communion avec le pape tout en conservant l'usage anglican, une forme particulière du rite latin. La prélature de la Sainte Croix et Opus Dei est également présente au Canada. Il s'agit d'une prélature personnelle placée sous l'autorité d'un évêque et qui comprend un vicaire pour le Canada.
Les évêques canadiens se rassemblent au sein de la Conférence des évêques catholiques du Canada, mais aussi au sein de l'une des quatre régions ecclésiastiques :
- l'Assemblée des évêques de l'Atlantique ;
- l'Assemblée des évêques catholiques du Québec ;

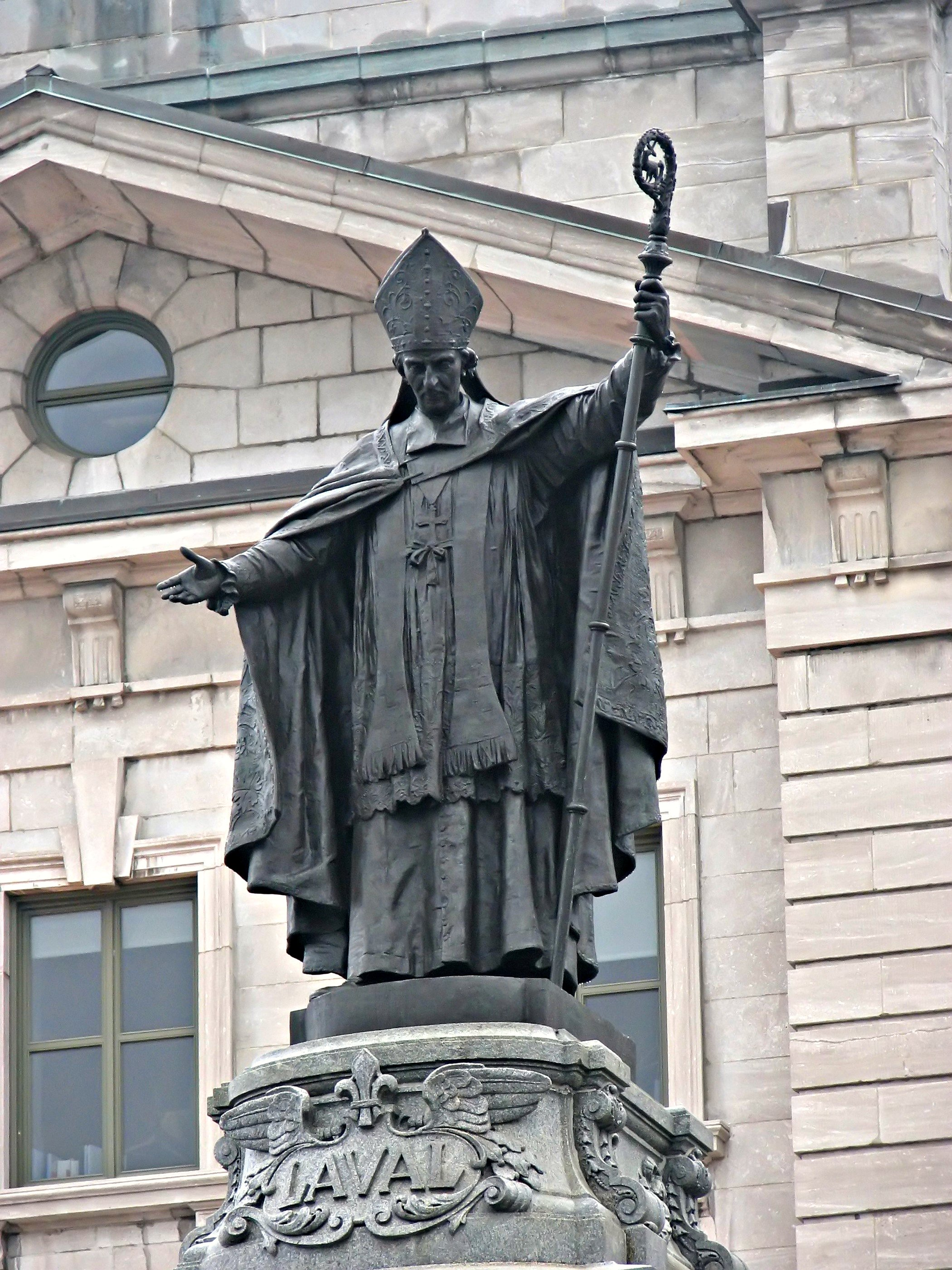
Statue de saint François de Laval, premier évêque de Québec.

- l'Assemblée des évêques catholiques de l'Ontario ;
- l'Assemblée des évêques catholiques de l'Ouest.

## Personnalités catholiques canadiennes

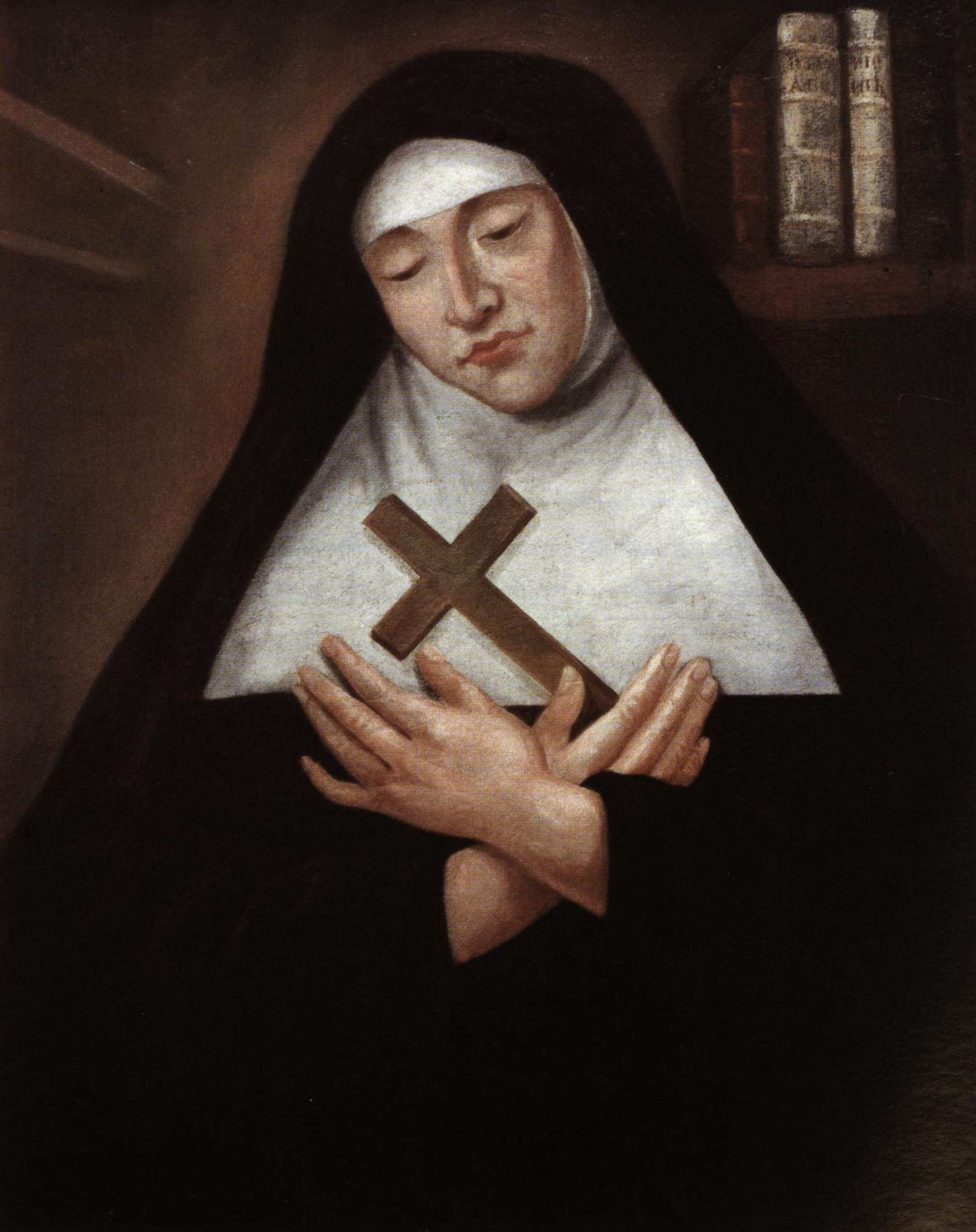
Portrait de Marie de l'Incarnation.

### Saints
- François de Laval
- Frère André
- Kateri Tekakwitha
- Marguerite Bourgeoys
- Marie de l'Incarnation
- Marguerite d'Youville
- Marie-Léonie Paradis
- Saints Martyrs canadiens
  - Isaac Jogues
  - Antoine Daniel
  - Jean de Brébeuf
  - Gabriel Lalemant
  - Charles Garnier
  - Noël Chabanel
  - René Goupil
  - Jean de La Lande

### Bienheureux

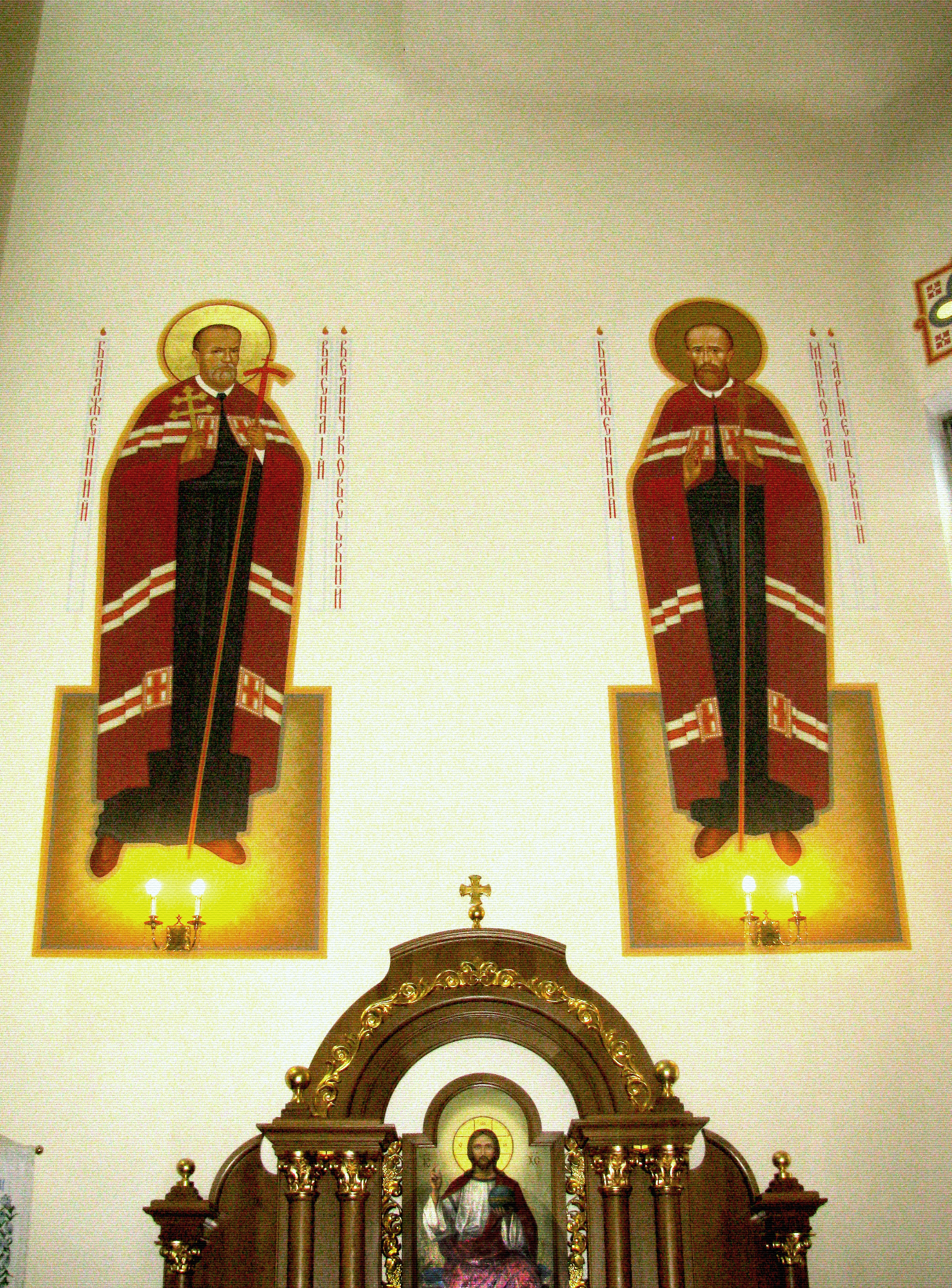
Vasyl Velychkovsky (Manitoba).

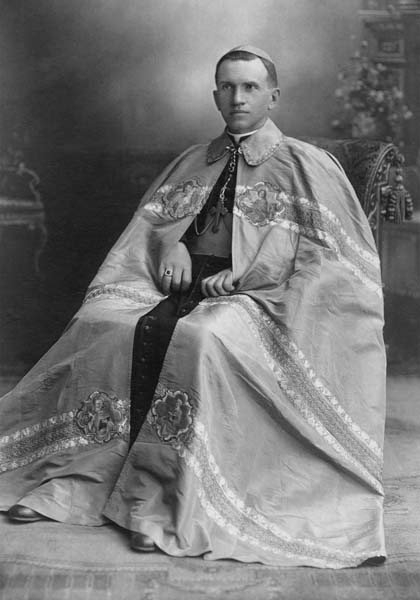
Nicétas Budka (Manitoba).

- Vasyl Velychkovsky[26] (Manitoba)
- Catherine de Saint-Augustin
- Dina Bélanger
- Émilie Tavernier-Gamelin
- Frédéric Janssoone
- Louis-Zéphirin Moreau
- Nicétas Budka[27] (Manitoba)
- Marie-Rose Durocher
- Vital-Justin Grandin[28]  (Alberta)

### Vénérables
- Alfred Pampalon
- Élisabeth Bergeron
- Délia Tétreault
- Catherine-Aurélie Caouette
- Jeanne Mance
- Jérôme Le Royer, sieur de La Dauversière
- Marie-Josephte Fitzbach
- Rosalie Cadron-Jetté
- William Gagnon
- Adolphe Chatillon

### Cardinaux
En 2022, il y a quatre cardinaux catholiques canadiens :
- Thomas Collins ;
- Michael Czerny ;
- Gérald Lacroix ;
- Marc Ouellet.

### Personnalités publiques canadiennes notoires catholiques
- Jim Carrey, un acteur[29]
- John Candy, un acteur[30]
- Paul Martin, Premier ministre du Canada de 2003 à 2006[31]
- Pierre Elliott Trudeau, Premier ministre du Canada de 1968 à 1979 et de 1980 à 1984[32]
- Wilfrid Laurier, Premier ministre du Canada de 1896 à 1911[32]